# Copa Heineken 2013-14
La temporada 2013-2014 de la Heineken Cup es la 19.ª edición de la máxima competición continental del rugby europeo. El número de equipos participantes es de 24, igual que en las temporadas anteriores, divididos en 6 grupos con 4 equipos por grupo, para afrontar la primera fase de la competición en forma de liguilla. Tras las 6 jornadas correspondientes a esta primera fase, se desarrollan los cuartos de final y semifinales, a un solo partido, y la final. La primera jornada se disputa entre los días 11, 12 y 13 de octubre de 2013, y la gran final se celebrará el 24 de mayo de 2014, en el Millennium Stadium de Cardiff.
El equipo defensor del título es el RC Toulon francés, que en la temporada 2012-13 consiguió su primer entorchado continental venciendo en la final al ASM Clermont también francés.
Este año Francia proporciona 7 equipos al torneo, Inglaterra 6, Gales 3, Irlanda 4, Escocia 2 e Italia 2.

Países con equipos en la Heineken Cup.

## Calendario
| Jornadas    | Fechas                        |
| 1ª          | 11-12-13 de octubre de 2013   |
| 2ª          | 18-19-20 de octubre de 2013   |
| 3ª          | 6-7-8 de diciembre de 2013    |
| 4ª          | 13-14-15 de diciembre de 2013 |
| 5ª          | 10-11-12 de enero de 2014     |
| 6ª          | 17-18-19 de enero de 2014     |
| Cuartos     | 3-6 de abril de 2014          |
| Semifinales | 25-27 de abril de 2014        |
| Final       | 24 de mayo de 2014            |

## Equipos
Esta temporada Francia tiene 7 representantes en el torneo ya que el año anterior ha sido campeón de la competición un equipo de este país, el RC Toulon. Por otro lado, Irlanda tiene 4 representantes, ya que el año pasado el campeón del segundo torneo continental ha sido Leinster Rugby. El resto de los países tienen el número de representantes previsto en la organización de la European Rugby Cup. 
| Inglaterra (6)     | Francia (7)           | Gales (3)         | Irlanda (4)    | Escocia (2)      | Italia (2)       |
| Leicester Tigers   | Castres Olympique     | Ospreys           | Leinster Rugby | Edinburgh Rugby  | Benetton Treviso |
| Northampton Saints | RC Toulon             | Llanelli Scarlets | Munster Rugby  | Glasgow Warriors | Zebre Rugby      |
| Saracens FC        | ASM Clermont Auvergne | Cardiff Blues     | Ulster Rugby   |                  |                  |
| Harlequins FC      | Stade Toulousain      |                   | Connacht Rugby |                  |                  |
| Gloucester Rugby   | Montpellier Hérault   |                   |                |                  |                  |
| Exeter Chiefs      | Racing Metro 92       |                   |                |                  |                  |
|                    | USAP                  |                   |                |                  |                  |

## Fase de grupos
La fase de grupos comienza el 11 de octubre de 2013 y terminará el 19 de enero de 2014. Los 24 equipos están divididos de 4 en 4 en 6 grupos. Cada equipo tiene que disputar 6 partidos, 3 como local y otros 3 como visitante. De los 24 equipos solo 8 pasarán a la fase de cuartos de final. Estos 8 equipos serán los 6 campeones de grupo y los restantes 2 equipos con mayor puntuación.
El desarrollo de la fase de grupos transcurrirá de la siguiente manera:
| Puesto | Equipo      | Puntos | Jug | Gan | Emp | Per |
| ------ | ----------- | ------ | --- | --- | --- | --- |
| 1      | Leinster    | 22     | 6   | 5   | 0   | 1   |
| 2      | Northampton | 17     | 6   | 4   | 0   | 2   |
| 3      | Castres     | 9      | 6   | 2   | 0   | 4   |
| 4      | Ospreys     | 5      | 6   | 1   | 0   | 5   |

| Puesto | Equipo  | Puntos | Jug | Gan | Emp | Per |
| ------ | ------- | ------ | --- | --- | --- | --- |
| 1      | Toulon  | 24     | 6   | 5   | 0   | 1   |
| 2      | Cardiff | 14     | 6   | 3   | 0   | 3   |
| 3      | Exeter  | 12     | 6   | 2   | 0   | 4   |
| 4      | Glasgow | 11     | 6   | 2   | 0   | 4   |

| Puesto | Equipo   | Puntos | Jug | Gan | Emp | Per |
| ------ | -------- | ------ | --- | --- | --- | --- |
| 1      | Toulouse | 23     | 6   | 5   | 0   | 1   |
| 2      | Saracens | 20     | 6   | 4   | 0   | 2   |
| 3      | Connacht | 13     | 6   | 3   | 0   | 3   |
| 4      | Zebre    | 0      | 6   | 0   | 0   | 6   |

| Puesto | Equipo     | Puntos | Jug | Gan | Emp | Per |
| ------ | ---------- | ------ | --- | --- | --- | --- |
| 1      | Clermont   | 24     | 6   | 5   | 0   | 1   |
| 2      | Harlequins | 16     | 6   | 3   | 0   | 3   |
| 3      | Scarlets   | 11     | 6   | 2   | 1   | 3   |
| 4      | Racing     | 7      | 6   | 1   | 1   | 4   |

| Puesto | Equipo      | Puntos | Jug | Gan | Emp | Per |
| ------ | ----------- | ------ | --- | --- | --- | --- |
| 1      | Ulster      | 26     | 6   | 6   | 0   | 0   |
| 2      | Leicester   | 21     | 6   | 4   | 0   | 2   |
| 3      | Montpellier | 11     | 6   | 2   | 0   | 4   |
| 4      | Treviso     | 0      | 6   | 0   | 0   | 6   |

| Puesto | Equipo     | Puntos | Jug | Gan | Emp | Per |
| ------ | ---------- | ------ | --- | --- | --- | --- |
| 1      | Munster    | 23     | 6   | 5   | 0   | 1   |
| 2      | Gloucester | 14     | 6   | 3   | 0   | 3   |
| 3      | Edinburgh  | 12     | 6   | 3   | 0   | 3   |
| 4      | Perpignan  | 7      | 6   | 1   | 0   | 5   |

## Fase final

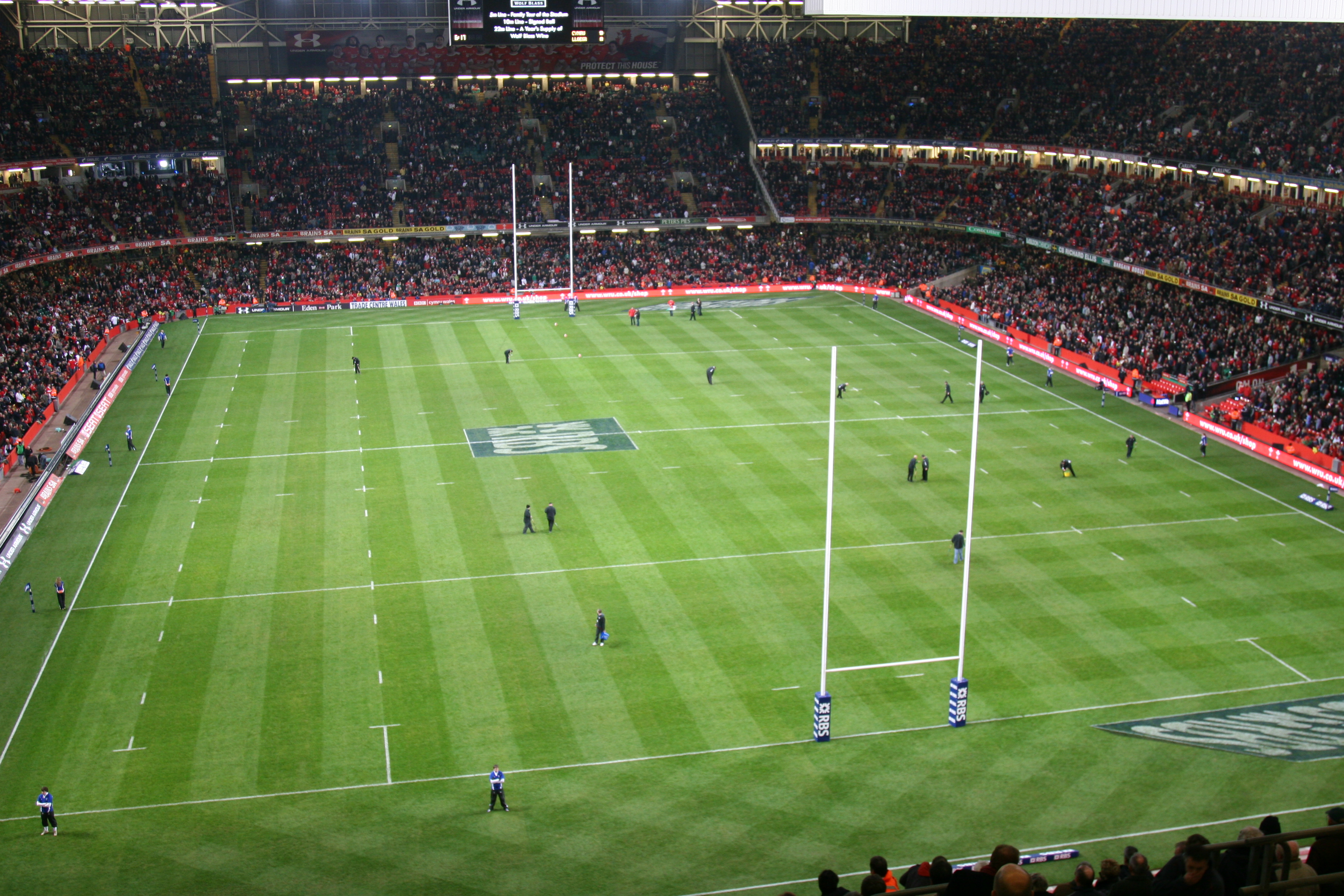
El Millennium Stadium de Cardiff acogerá la final de la Heineken Cup 2014 el día 24 de mayo.

|  | Cuartos de final | Cuartos de final |          |          | Semifinales | Semifinales |  |          | Final | Final |  |
|  |                  |                  |          |          |             |             |  |          |       |       |  |
|  |                  |                  |          |          |             |             |  |          |       |       |  |
|  | Ulster           | 15               |          |          |             |             |  |          |       |       |  |
|  | Ulster           | 15               |          |          |             |             |  |          |       |       |  |
|  | Saracens         | 17               |          |          |             |             |  |          |       |       |  |
|  | Saracens         | 17               |          | Saracens | 46          |             |  |          |       |       |  |
|  |                  |                  |          | Saracens | 46          |             |  |          |       |       |  |
|  |                  |                  | Clermont | 6        |             |             |  |          |       |       |  |
|  | Clermont         | 22               | Clermont | 6        |             |             |  |          |       |       |  |
|  | Clermont         | 22               |          |          |             |             |  |          |       |       |  |
|  | Leicester        | 16               |          |          |             |             |  |          |       |       |  |
|  | Leicester        | 16               |          |          |             |             |  | Saracens | 6     |       |  |
|  |                  |                  |          |          |             |             |  | Saracens | 6     |       |  |
|  |                  |                  | Toulon   | 23       |             |             |  |          |       |       |  |
|  | Toulon           | 29               | Toulon   | 23       |             |             |  |          |       |       |  |
|  | Toulon           | 29               |          |          |             |             |  |          |       |       |  |
|  | Leinster         | 14               |          |          |             |             |  |          |       |       |  |
|  | Leinster         | 14               |          | Toulon   | 24          |             |  |          |       |       |  |
|  |                  |                  |          | Toulon   | 24          |             |  |          |       |       |  |
|  |                  |                  | Munster  | 16       |             |             |  |          |       |       |  |
|  | Munster          | 47               | Munster  | 16       |             |             |  |          |       |       |  |
|  | Munster          | 47               |          |          |             |             |  |          |       |       |  |
|  | Toulouse         | 23               |          |          |             |             |  |          |       |       |  |
|  | Toulouse         | 23               |          |          |             |             |  |          |       |       |  |
|  |                  |                  |          |          |             |             |  |          |       |       |  |

| Bandera de Francia |
| Campeón RC Toulon  |
| Segundo título     |